# Sublevación del Gaucho Rivero
La sublevación del Gaucho Rivero (en la historiografía inglesa: The Port Louis Murders - Los asesinatos de Puerto Luis) fue un alzamiento gaucho ocurrido en Puerto Soledad, islas Malvinas, el 26 de agosto de 1833, ocho meses después de la ocupación británica de las islas. Dejó un saldo de cinco fallecidos, todos empleados de Luis Vernet. Los colonos sobrevivientes escaparon a un islote cercano y las fuerzas británicas finalmente ganaron control de la isla Soledad en enero de 1834. Por lo tanto, desde el agosto de 1833 hasta el 10 de enero de 1834, no hubo autoridad del Reino Unido ni bandera que identificara la nacionalidad del territorio.
En la historiografía, no hay unanimidad de opinión respecto a la figura de Rivero y sus acciones en Malvinas. Mientras que para la mayoría de los historiadores el motín se habría producido por problemas económicos y las duras condiciones de vida de las islas, para algunos historiadores argentinos, Rivero fue un héroe popular, pues se sublevó con el fin de expulsar al invasor británico de la isla y recuperar la soberanía argentina.
Los estudios hechos por numerosos investigadores argentinos han tenido estas interpretaciones y evaluaciones diferentes y aún críticas y contradictorias, debido a lo que una investigadora llama «la escasa documentación existente» y el hecho que mucha de ella sea de origen británico. Esas fuentes primarias, como por ejemplo los escritos del sobreviviente Thomas Helsby, además de los diarios de varios marineros británicos y estadounidenses que visitaron las islas y las cartas de Luis Vernet, atribuyen un motivo puramente criminal a los asesinatos.

## Antecedentes

### Colonia de Vernet y llegada de los gauchos

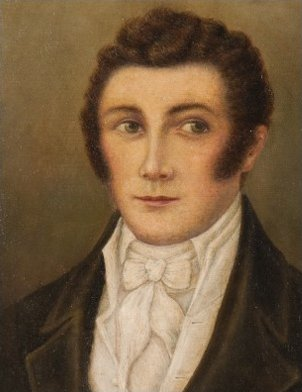
Retrato del gobernador argentino Luis Vernet (1792-1871).

Luis Vernet, con el objetivo de establecer una colonia en las islas Malvinas, junto a 50 colonos con sus familias y gauchos, sumó al capitán británico Matthew Brisbane y se dirigió al archipiélago. El 10 de junio de 1829 se estableció oficialmente en la Isla Soledad y fue nombrado Primer Comandante Político Militar en las Islas Malvinas. Bajo el pabellón argentino, se comprometió a hacer cumplir la legislación argentina, cuidar sus costas y los reglamentos de pesca vigentes. El decreto establecía la continuidad histórica y jurídica de los derechos soberanos: “Habiendo entrado el gobierno de la República en la sucesión de todos los derechos que tenía sobre estas provincias, la antigua metrópoli, y de que gozaban sus virreyes, ha seguido ejerciendo actos de dominio en dichas islas, sus puertos y costas, a pesar de que las circunstancias no han permitido hasta ahora dar a aquella parte del territorio de la República la atención y cuidado que su importancia exige”.
Vernet trasladó a la isla a toda su familia, comenzando por su esposa María Sáez, con la que tuvo en las islas una hija en 1830: Malvina Vernet y Sáez, la primera persona de la que se tenga registro en nacer allí. Luis y María habían llegado con sus hijos Emilio, Luisa y Sofía el 15 de julio, junto a 23 familias y peones contratados oriundos de Buenos Aires y Carmen de Patagones. Entre ellos estaba Antonio Rivero, que sería protagonista en los acontecimientos de 1833. Todos ellos llegaron en el bergantín Betsy al mando de Brisbane. El barco también llevaba muebles y una manada de ovejas. Había partido de Buenos Aires un mes antes. El primer paso firme consistió en la obtención de un permiso para usufructuar los ganados alzados de las Malvinas, que el gobierno de Buenos Aires les concedió en 1823
La población que había en la isla estaba formada por pescadores, balleneros, foqueros, cazadores, científicos y comerciantes. Se habla de una cifra de entre 120 y 150 residentes en total. Los productos que se producían eran enviados a Buenos Aires y también a otros puertos. El lugar se convirtió en una colonia laboriosa, deseosa de progreso, manejada por el comandante Vernet. Por orden de Vernet, al llegar, todos los colonos recibían tierras, semillas y herramientas. Además, se creó un clima de camaradería y solidaridad entre ellos. Los integrantes de la colonia se dedicaban a la caza, la domesticación del ganado, construcción de corrales, ranchos, casas de piedra, salazón de carnes, etc. Otros realizaban actividades vinculadas al comercio o algún oficio. Rivero, junto a otros criollos, aparecen documentados por primera vez en un censo hecho por Vernet en 1829. Rivero vivía en el interior de la isla, entre los galpones de las estancias y los ranchos de peonadas, realizando labores ganaderas.
Debido a la prosperidad del asentamiento argentino, llegó la necesidad del uso de la moneda en las actividades económicas cotidianas. Vernet dispuso la emisión de vales expresados en pesos para facilitar las operaciones de provisiones de bienes. Esto constituyó la primera moneda en circulación del archipiélago: el peso de las Islas Malvinas. Hoy en día, algunos vales monetarios emitidos por Vernet se conservan en la colección del Museo del Banco de la Provincia de Buenos Aires. En julio de 1830, bajo el primer gobierno de Rosas, Vernet llegó a Puerto Luis y emprendió su doble obra de modernizar la región con familias argentinas y europeas, y de amansar los ganados salvajes con el trabajo de gauchos e indigenas acostumbrados a las faenas rurales Todos eran empleados de Vernet y llegaron para cuidar sus propiedades y en representación de sus intereses. Jean Simon fue confirmado en su cargo de capataz de los peones.
La soberanía argentina en el Atlántico Sur aseguraba también la vigencia del derecho internacional en regiones donde hasta entonces imperaba los corsarios. Y entre los servicios que nuestra que la comunidad de Vernet prestaba seguridad a los barcos mercantes que atravesaban el Atlántico Sur. Los documentos oficiales referidos a la misión de Vernet insisten en la necesidad de proteger las especies de anfibios (lobos y leones marinos, focas) cuya caza indiscriminada las ponía en peligro de extinción.

### Destrucción de la colonia agrícola ganadera
El 31 de agosto de 1831, la Lexington, de la flota norteamericana, ancló frente a Puerto Luis, en refugio del sur. El capitán, Silas Duncan ocultó sus propósitos hasta que tuvo a bordo a los representantes de Vernet, a quienes hizo prisioneros. Luego emprendió una acción sistemática de destrucción de Puerto Luis, sin perdonar siquiera a los animales domésticos. La población malvinenses  totalmente desarmada logró huir tierra adentro, en condiciones lamentables.

### Ocupación británica

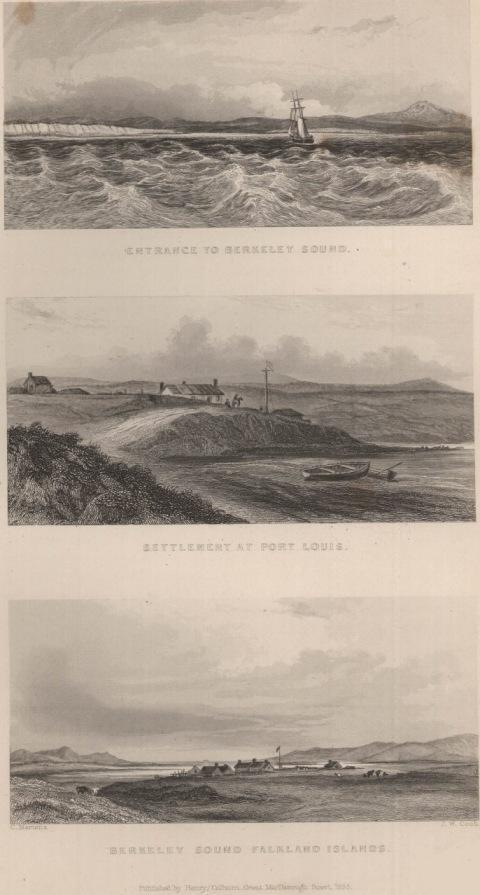
Diferentes postales de Puerto Soledad retratados en marzo-abril de 1833 por el dibujante de la expedición del HMS Beagle, Conrad Marterns.

Luego del Ataque del USS Lexington a Puerto Soledad fue enviado al servicio de la provincia de Buenos Aires, nombrado como Comandante Civil y Militar de las islas Malvinas y adyacentes al Cabo de Hornos en el Océano Atlántico en 1832 para imponer orden luego de la incursión y ataque del USS Lexington a Puerto Soledad el año anterior. Ejerció el cargo pocos meses, ya que falleció asesinado en un motín, lo que agudizó el estado crítico de la colonia argentina antes de la ocupación del territorio por parte del Reino Unido en 1833.tras un enfrentamiento con corsarios y cazadores estadounidenses se produce el asesinato de José Francisco Mestivier.
El 2 de enero de 1833 el capitán británico John Onslow al mando de corbeta HMS Clio expulsó a la población civil, a las autoridades argentinas y la guarnición militar de las islas, tomando posesión para el Reino Unido. El 3 de enero las fuerzas británicas desembarcaron, izaron su bandera en un mástil. Quedaron en las islas 22 habitantes de la colonia de Vernet, entre ellos 13 criollos, en su mayoría gauchos, y el resto inmigrantes llegados desde Europa.
José María Pinedo, al mando de la goleta Sarandí, antes de partir a Buenos Aires deja instrucciones al colono francés Jean Simón, capataz de los peones criollos, como comandante provisional en nombre del gobierno argentino. Pinedo también ordenó a los colonos que se quedaron, no arrear la bandera argentina. Unos días más tarde, y sin más instrucciones por cumplir, Onslow abandonó el archipiélago rumbo a la costa del Brasil. Onslow no tomó medidas con respecto a la administración de las islas, ni dejó ninguna guarnición, aunque le dio al almacenero de la colonia (William Dickson, de origen irlandés) una bandera británica y 25 brazas de cuerda para izarla todos los domingos y ante la llegada de algún barco. El 3 de marzo Matthew Brisbane se hizo cargo de las islas como administrador interino, representando los intereses de Vernet.
Rivero informó que tenía 26 años. El capitán británico recibió las quejas de los peones por la forma de pago a sus labores, exigiendo dinero metálico en oro o plata en lugar de los vales de Vernet. 
Vernet, quien había abandonado las islas en noviembre de 1832, nunca fue repuesto en su cargo ni volvió a las islas, a pesar de varias peticiones a las autoridades británicas reclamando el derecho de volver y la recuperación de las tierras que le habían pertenecido. Matthew Brisbane intentó resucitar el acuerdo y reformar las operaciones dos meses después de la ocupación británica. Birsbane no dudó en ponerse del lado de los británicos y obtuvo su confianza. En diciembre de 1833 surgiría la población malvinenses había caído de alrededor de 43 personas sobre todo debido al asesinato y la expulsion de la población civil argentina asentada en las islas.

## Desarrollo

### Motivos

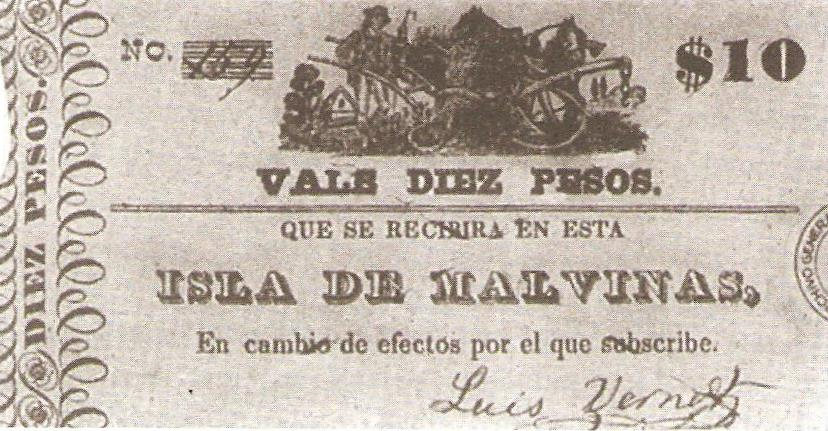
Bono de diez pesos de las Malvinas conservado por el Archivo General de la Nación de Argentina.

En las islas crecía el descontento entre los gauchos, en su mayoría criollos y charrúas. Se les había prohibido viajar a Buenos Aires, y el capataz Jean Simon (de confianza para los gauchos), apoyado por el representante de Vernet en las islas, Matthew Brisbane intentaba extenderles las ya pesadas tareas campestres, entre otros excesos de autoridad. Además, los gauchos seguían recibiendo por toda paga los vales firmados por el exgobernador (peso de las Islas Malvinas), que ya no eran aceptados por el responsable de almacenes, el irlandés William Dickson. La falta de noticias desde Buenos Aires y los excesos de las autoridades terminaron exaltando aún más los ánimos de los ocho peones de origen continental, la demora de la anhelada operación argentina de recuperación del archipiélago y la colaboración de Brisbane con "las autoridades británicas" como factores contribuyentes a la rebelión, En efecto, los rioplatenses exigían que se les pagase con dinero o monedas de metales, como había prometido el capitán Onslow, al mismo tiempo se les exigía la conversación forzada al anglicanismo. Asimismo el capataz Simon, apoyado por Brisbane, pretendía incrementar la carga laboral de la peonada, fundamentando sus exigencias en un supuesto nuevo statu quo vigente desde la reciente invasión de la Clio. También se habla de faltas de cumplimiento de los contratos de trabajo, se les había prohibido viajar a Buenos Aires; también se les negaba el uso de caballos para desplazarse por el rudo terreno, y se les prohibía faenar ganado para alimentarse, obligándolos a cazar pequeños animales silvestres. Además existía entre los colonos de origen europeo, que hubiesen deseado un rápido entendimiento con el Reino Unido, y el fervor patriótico de los criollos, aunque esta posición carece de apoyo en los documentos históricos. Estos rebeldes estaban armados con facones, espadas, pistolas, boleadoras y viejos mosquetes, en contraste con las pistolas y fusiles con los que contaban sus oponentes. Tras una serie de breves ataques contra individuos de la colonia de Vernet, fueron muertos Brisbane, Dickson, Simon, Ventura Pasos y Antonio Vehingar, los rebeldes tomaron la casa de la comandancia. Impidieron el izado de la bandera británica durante los siguientes cinco meses. Tras ello se produjo el izado del pabellón argentino.

### Integrantes de la banda de Rivero
Según la narración de Thomas Helsby, los gauchos que participaron en los acontecimientos del 26 de agosto de 1833 eran; Antonio El Gaucho Rivero (apodado «Antook» o «Antuco» por los colonos criollos, indígenas y europeos de las islas), Juan Brasido, José María Luna, Luciano Flores, Manuel Godoy, Felipe Salazar, Manuel González y Pascual Latorre, los primeros tres eran criollos, mientras que los últimos cinco eran sin duda indios charrúas. Felipe Pigna consta que todos eran analfabetos. Robert FitzRoy, capitán del HMS Beagle, también nombra un inglés de apellido Channon como integrante Charles Darwin también sugiere que se encontraron ingleses entre la banda de Rivero, y que Rivero estaba enojado que las autoridades británicas no proponían castigarles por su parte en los "crímenes".
Luego de haberlo intentado en varias oportunidades anteriores, el 3 de enero de 1833 el Reino Unido ocupó las Islas Malvinas militarmente y utilizando la fuerza. John James Onslow, el capitán de la corbeta HMS Clio, no dejó ninguna autoridad británica.

### Sublevación
En desacuerdo con su situación, el grupo de ocho gauchos rioplatenses se sublevó el 26 de agosto de 1833 bajo el liderazgo de Antonio El Gaucho Rivero provistos sólo con facones, espadas boleadoras y viejos mosquetes. Lanzaron a media mañana una serie de breves ataques contra Brisbane, Dickson, Simon, tras una escaramuza tomaron control de las islas y tras varios enfrentamientos dieron muerte a los representantes de los británicos
Ventura Pasos y el alemán Antonio Vehingar. Días antes del alzamiento, se le avisó a Brisbane de un posible levantamiento y del riesgo contra su persona. Brisbane lo desestimó.

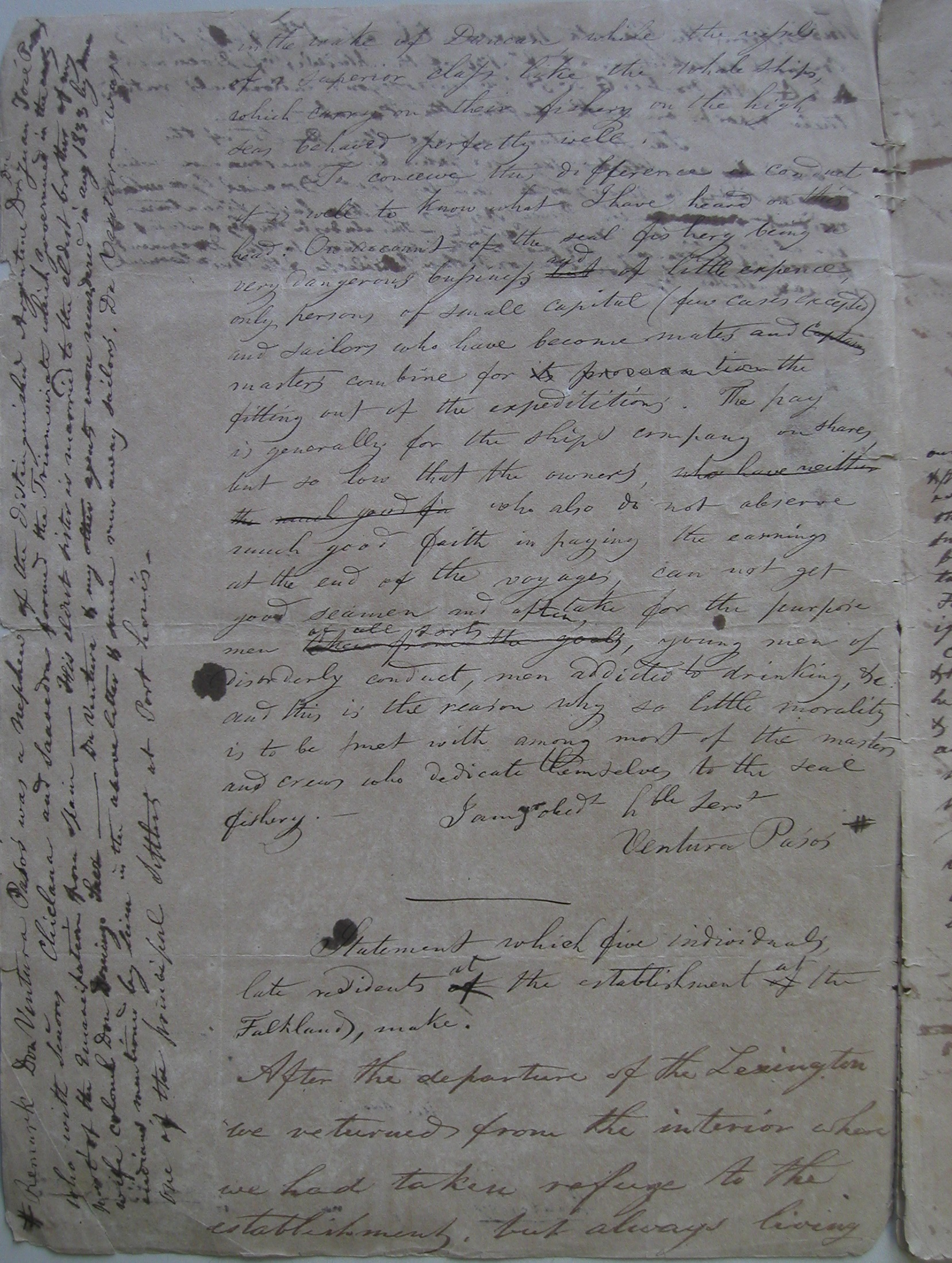
Escritos de Vernet de 1833 hablando sobre Ventura Pasos y sus otros empleados, explicando que fueron asesinados por unos «indios» y «marineros prófugos».

Thomas Helsby, un empleado inglés de Vernet llegado en marzo de 1833, relató: Cuenta que alrededor de las diez de la mañana del 26 de agosto, partió a la casa de Brisbane para comprar un poco de aceite a William Dickson, a quien encontró en la casa de Antonio Wagner. Otras personas que estaban allí eran Daniel McKay y José Douglas. Al salir, pasó por la casa de Santiago López y se encontró con Rivero y sus hombres fuertemente armados. Alarmado, corrió a la casa de Brisbane por ayuda, pero la encontró cerrada y no le respondía. Otros residentes le informaron que Brisbane había sido asesinado, junto a Juan Simón. Un tercer hombre, Don Ventura, había sido dado por muerto, con heridas en la garganta y cabeza por un mosquete y su mano casi cortada por una espada, se había escapado por una ventana trasera y se dirigió hacia la casa de Antonina Roxa. Helsby luego oyó dos disparos de fusil de la casa de Antonio Wagner: Wagner y Dickson habían sido asesinados, en presencia de José Douglas y Daniel McKay. Ventura intentó huir pero fue derribado. Helsby fue testigo del asesinato e intentó su propio escape pero pronto fue capturado por Felipe Salagar, que estaba a caballo. Convencido de que estaba a punto de ser asesinado cumplió con las instrucciones de los criollos, y se le permitió vivir. La ordenaron entrar la casa de Brisbane, vio que el cuerpo de él yacía muerto en el suelo, que parecía que se había dirigido hacia sus pistolas antes de caer, y que no había sonrisa de desprecio o desdén muy fuertemente marcada en su rostro. Arrastraron su cuerpo con un caballo a una distancia considerable, y saquearon la casa.
Mario Tesler sostiene que «los gauchos terminaron a la manera gaucha, ya que en otra forma no podían concebirlo, con quien fuera agente intermediario [habla de Brisbane] entre Vernet y Woodbine Parish [representante británico en Buenos Aires antes de la ocupación] y arbitrario ejecutor de las disposiciones sobre caza y pesca en el escenario austral».

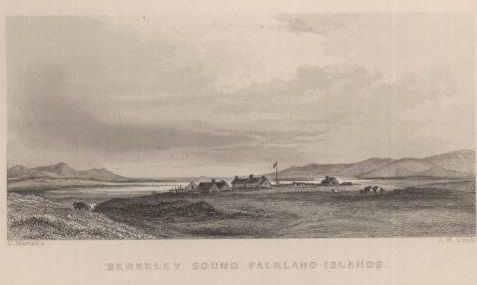
Detalle de la litografía de Martens donde aparece la bandera sin descifrar.

Los rebeldes tomaron la casa de la comandancia, antigua vivienda de Vernet, y principal edificación de Puerto Soledad. Los gauchos impidieron el izado de la bandera británica durante los siguientes cinco meses. Según varios relatos no contemporáneos habrían izado un improvisado pabellón argentino. Según Martiniano Leguizamón, «los gauchos, llevados casi al frenesí, con una furia patriótica, sacaron la enseña inglesa y, delirantes, enarbolaron la de Belgrano». En las litografías de Puerto Soledad hechas por Conrad Martens en la visita de Darwin, se aprecia una bandera sin descifrar. Esta sería la bandera argentina, según algunos historiadores argentinos. Alberto Moroy especula que, cuando Darwin llegó, el «gobernador provisorio» debió ser Rivero, secundado por otro gaucho, mientras que los otros cinco charrúas se encargaban de mantener el pabellón argentino al menos por un año más, tras la ocupación británica.
Con el temor de ser asesinados, los colonos criollos y británicos con sus familias (en total 17 de varias nacionalidades y 6 criollos rioplatenses) no sublevados se confinaron en la isla Chancho en la bahía de la Anunciación, del cual fueron rescatados por la goleta foquera británica Hopeful dos meses después[cita requerida]. El 23 de octubre amarraron en Puerto Luis otros barcos británicos, cuyas tripulaciones no intentaron enfrentarse a los gauchos. También en ese mes llegó el barco Antartic, cuyo capitán, el comandante estadounidense Nash se entrevista con el Gaucho Rivero, quien le lleva varias vacas.
Los refugiados enviaron regularmente un barco a la vecina Isla Larga para el suministro de alimentos para llevar ganado, cerdos y gansos. Felipe Pigna, sin citar una fuente histórica, sostiene que tanto los gauchos, como los confinados en la isla Chancho, esperaron que las autoridades argentinas enviaran una fuerza naval para recuperar las islas. Tras la.llegada de naves de la Armada británica se puso fin a la colonia argentina de las islas. Recién el 21 de enero de 1834 los británicos toman el control de Puerto Soledad e izar su bandera.

### Captura y juzgamiento de los rebeldes
Dos meses después, el 9 de enero de 1834, la HMS Hopeful a mando del teniente Rea regresó a la isla Soledad junto con la HMS Challenger, con el teniente Henry Smith a bordo, con el objetivo recuperar la isla para los británicos. Estaban acompañados también por dos barcos balleneros. El capitán Seymour de la Challenger despachó al teniente Smith junto a 4 suboficiales y 30 soldados de Marina, que inmediatamente izaron la bandera británica, arriando la argentina, según algunas fuentes argentinas muy posteriores. Rivero y sus compañeros estaban en ese momento preparando una rudimentaria embarcación para dirigirse al continente. Los gauchos enviaron el inglés Channon, que según Robert Fitz Roy era parte de la banda de Rivero a negociar con Smith. Channon avisó que Rivero y sus hombres tenían dos gauchos como rehenes, y que estos serían matados si Channon fuese detenido, pero informó que el gaucho José María Luna estaba preparado a entregarse a cambio de la inmunidad legal. Smith mandó con Channon una botella con un crucifijo como señal para Luna.
El 11 de enero de 1834 se entregó ante el capitán Seymour el primer insurgente: el gaucho José María Luna; a cambio de conservar su vida, sería el baqueano de los británicos en la captura de sus compañeros. Los siete rebeldes restantes, muy superados en número y armamento, optaron por retirarse al interior de la isla Soledad. Smith ordenó la persecución de los sublevados, aunque no les resultó fácil capturarlos, necesitando enviar varias expediciones de Royal Marines para obtenerlos. También ayudaron otros pobladores. Uno de los gauchos, llamado Brasido, desertó. También los insurgentes debieron pedir pequeñas treguas por la falta de alimentos. Los ingleses se reforzaron posteriormente con la HMS Beagle al mando de Fitz Roy y la HMS Adventure. Finalmente, la rebelión pudo ser controlada, lográndose apresar a todos los gauchos rebeldes. El 18 de marzo, sabiendo que todos sus camaradas estaban presos y viéndose rodeado por dos grupos de fusileros, Rivero se entregó a los oficiales británicos.
Hay varias versiones sobre el juzgamiento de los sublevados. Los rioplatenses fueron trasladados engrillados a la estación naval británica de América del Sur en Brasil a bordo del HMS Beagle, al mando de Robert Fitz Roy y acompañado por Charles Darwin. Allí se les inició un proceso penal en la fragata de tercera HMS Spartiate. Por motivos no bien documentados el almirante inglés no se atrevió a convalidar el fallo y ordenó en junio de 1835 que Rivero y los suyos fueran liberados en Montevideo, viajando en la HMS Talbot con sogas en el cuello. Los británicos negaron liberarlos en Buenos Aires, ya que argumentaban que sería reconocer la soberanía rioplatense sobre las islas ocupadas. Otra crónica, citada por Clément y Muñóz Azpiri indica que fueron llevados a Inglaterra y encerrados en la prisión de Sherness sobre el río Támesis varios meses.
Según una visión de los hechos, si bien en el juicio en Inglaterra se exigió para ellos la pena de muerte, el tribunal se declaró «incompetente» debido a que los crímenes no habían tenido lugar en el territorio de la corona, si no en una colonia británica, y por tanto fuera de la jurisdicción de un tribunal puramente inglés, que excluía Escocia y todas las colonias británicas. Por esta razón, el ministerio fiscal aconsejó al almirantazgo embarcar a los gauchos de vuelta al Río de la Plata. También se debe sumar que el tribunal juzgaba solamente a los ciudadanos británicos y los sublevados eran argentinos. En el sistema colonial británico, las colonias tenían sus propios gobiernos distintos, finanzas y sistemas judiciales. El gobierno colonial de las Malvinas recién fue creado e instalado en 1843 por Cartas Patentes firmadas por la Reina Victoria, diez años después de la ocupación británica. El ministerio fiscal había estudiado varios meses los antecedentes del caso antes de proceder y había interrogado a los criollos.
Solo seis de los ocho sublevados fueron liberados, ya que el gaucho Brasido y uno de los charrúas habían fallecido. Los rastros del resto se pierden tras su liberación en Montevideo, exceptuando a Rivero donde una teoría dice que falleció en la batalla de la Vuelta de Obligado en 1845 luchando contra la armada británica.

### Visita del HMSBeagle

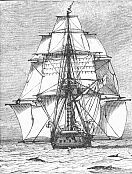
HMS Beagle.

El buque británico HMS Beagle realizó varios viajes alrededor del mundo como parte de expediciones científicas y de relevamientos hidrográficos solicitados por el Almirantazgo Británico. A su vez también se conformaron campañas de prospección imperial inglesa. Las Malvinas fueron visitadas por Darwin en dos ocasiones tras la ocupación, mientras que Fitz Roy ya había estado de visita bajo el gobierno de Vernet en 1830.
Entre marzo y abril de 1833, Charles Darwin visitó las islas en el HMS Beagle. Robert Fitz Roy, quien se encontraba en la isla como capitán de dicho barco, ve la sublevación gaucha y abandona las islas. Darwin en El viaje del Beagle también, llegando en las islas varios meses después del rescate de la población civil por los británicos, habla de los asesinatos y consta que más de la mitad de la población que se encontraba entonces allí eran «rebeldes fugitivos y asesinos». El dibujante del viaje, Conrad Martens, incluyó en sus litografías paisajes de Puerto Soledad y en una de ellas se aprecia una bandera sin descifrar. Darwin no habla en sus escritos sobre la ocupación, dedicándo solo comentarios sobre el alzamiento gaucho.
Anteriormente, en una reunión con Fitz Roy, Brisbane se animó a continuar con la empresa de Vernet «siempre que no haya ningún intento de promover la ambiciones de las Provincias Unidas». Al igual que Onslow antes que él, Fitz Roy se vio obligado a usar sus poderes de persuasión para alentar a los gauchos a seguir trabajando en el establecimiento de Vernet.

Durante el mes que permaneció en Berkeley Sound [Bahía de la Anunciación], tuve muchos problemas con las tripulaciones dedicadas a la caza de ballenas o de lobos marinos, así como con los colonos, que todos parecían imaginar que debido a que la bandera británica fue re-izada en las Malvinas, que estaban en libertad de hacer lo que quisieran con la propiedad privada del Sr. Vernet, así como con el ganado y caballos salvajes. Los gauchos deseaban abandonar el lugar, y volver a la [región del] Plata, pero como eran los únicos trabajadores útiles en las islas, de hecho, las únicas personas en las que cualquier dependencia podría ser colocada por un suministro regular de carne vacuna fresca, me interesaba a mí mismo tanto como sea posible para inducirlos a seguir siendo, y con un éxito parcial, por siete formal de doce.

Al llegar a las Malvinas, Fitz Roy esperaba encontrar el asentamiento próspero que le había informado a otro oficial británico. En su lugar, se encontró con la colonia en un estado en ruinas, que Brisbane culpó a la incursión de la Lexington. Fitz Roy interrogó a varios miembros que corroboraron el relato de Brisbane. Al retirarse de las islas, Fitz Roy expresó su preocupación por la falta de autoridad regular en un grupo prácticamente sin ley. En sus escritos dice que quedó impresionado «más que nunca por los muchos recuerdos lúgubres asociados a su nombre».
Fitz Roy también narra la ocupación británica y el alzamiento de Rivero en pocas líneas no exactas:

Inglaterra invocó sus derechos y las ocupó. El inglés que quedó a cargo de la bandera fue posteriormente asesinado. Se envió a continuación a un oficial sin proveerle de la fuerza necesaria y a nuestra llegada le hallamos encargado de una población compuesta en más de su mitad de rebeldes y asesinos fugitivos.

Sin embargo, Fitz Roy narra en detalle la captura de Rivero y sus compañeros, y lamenta que Brisbane fue enterrado en una tumba poco profunda. Al visitar las Malvinas en 1834, Fitz Roy se horrorizó al ver que los pies de Brisbane sobresalían de la tierra, y que los perros se habían alimentado de su cadáver.

## Consecuencias
El asentamiento de Puerto Soledad

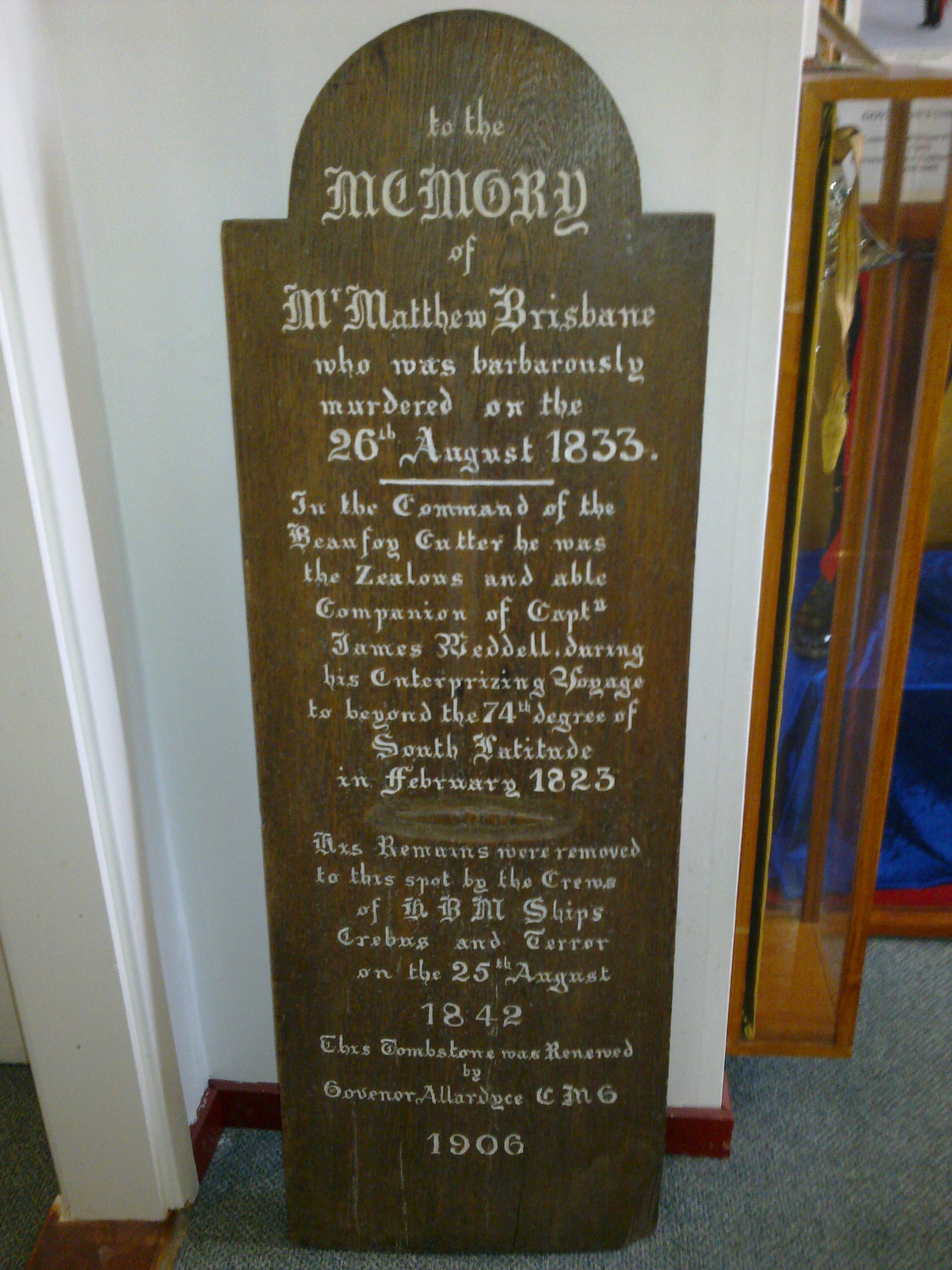
Placa original de la tumba de Brisbane construida por James Clark Ross en 1842, conservada en el Museo de las Islas Malvinas de Puerto Argentino/Stanley.

tomó el control de esas islas. A pesar de estar en relaciones de paz con la Confederación Argentina, el Reino Unido, con dos buques de guerra desalojaron a la guarnición argentina de Puerto Soledad. Los soldados y sus familias se marcharon dos días después, dejando atrás la población civil de la colonia, unas veinte personas. 
Tras la captura de los gauchos, el resto de los 14 habitantes de la colonia decidieron quedarse como comerciantes, entre ellos la criolla Antonina Roxa y el británico Thomas Helsby, un secretario de Vernet. Vernet intentó salvar sus negocios en las islas, pero los británicos se opusieron a todo y se quedaron con sus bienes, además de los corrales hechos por los gauchos en el interior de la isla Soledad. El teniente Henry Smith, el primer mandatario británico de las islas. Años más tarde, los británicos comenzaron formalmente con la colonización de las islas, trasladando la capital a Puerto Argentino/Stanley en 1845.
Hoy en día Puerto Soledad es una granja privada y sus edificaciones actuales datan de los años 1840. También se hallan las ruinas de los asentamientos franceses, españoles y rioplatenses. La tumba de Brisbane es la única que todavía puede visitarse en los restos del cementerio español, en uno de los extremos de la granja. Brisbane había sido enterrado años después del alzamiento por los marinos británicos. Se cuenta que entre los marineros que visitaban las islas existía la tradición de brindar y bailar frente a su tumba.

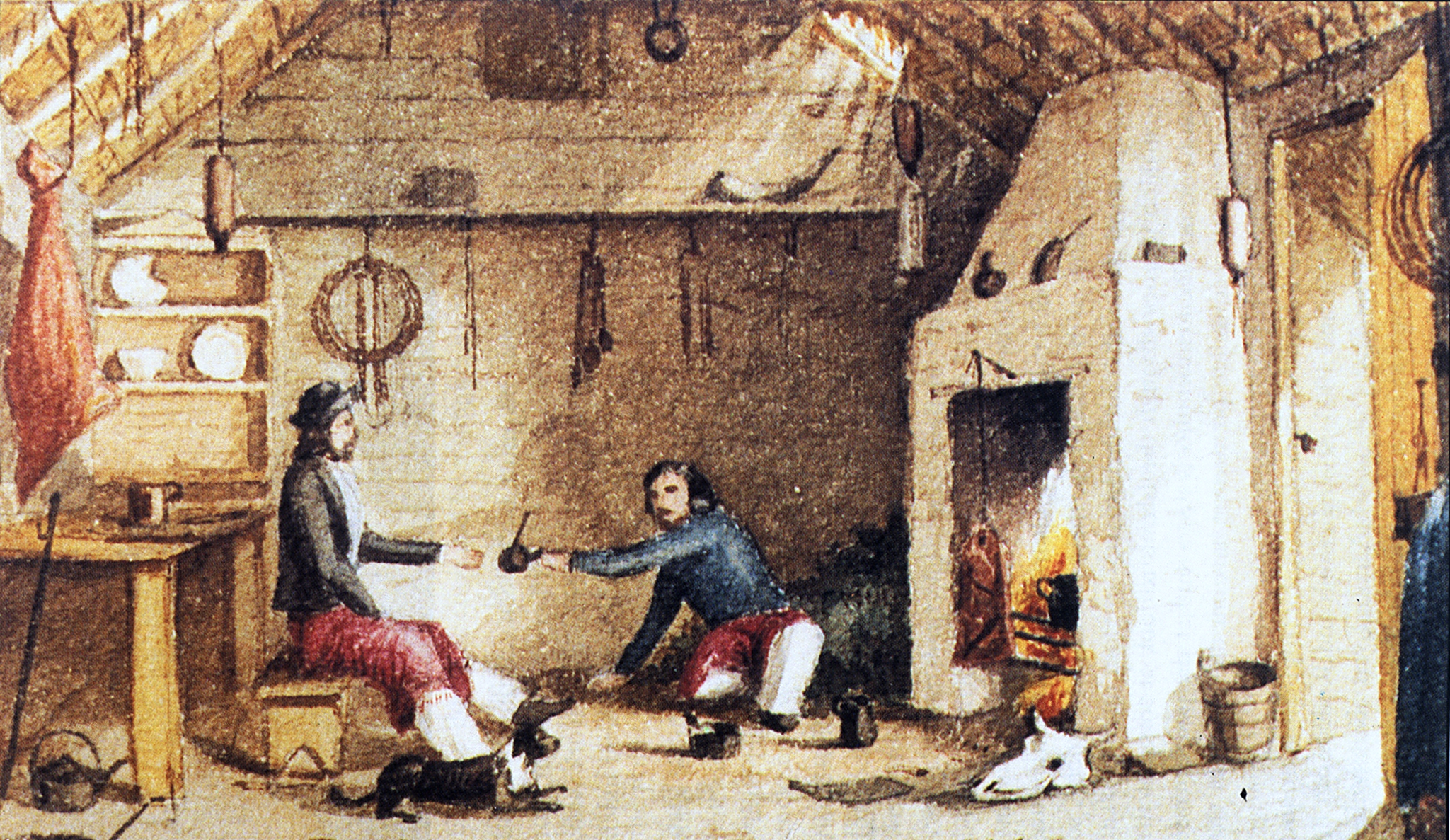
Gauchos malvinenses tomando mate. Acuarela de Dale.

## La rebelión de Rivero según las distintas lecturas historiográficas

### Según las historiográficas argentinas
El primer historiador argentino que mencionó el levantamiento Puerto Luís fue Paul Groussac
Juan Lucio de Almeida en la revista Todo es Historia de Félix Luna mantiene una posición intermedia: no logra probar que Rivero actuó «movido por patriotismo», aunque no cree que «su acto fue el de un criminal común». Federico Lorenz, explica que el alzamiento de Rivero fue producido por las duras condiciones de vida en las islas generadas por el ataque de la Lexington y la incursión de la Clío. Fermín Chávez, en un artículo a pocos días del desembarco argentino de 1982, escribía que Rivero se había rebelado en contra del colonialismo y que «es nuestro [argentino] Nana Sahib, el indio que en 1857 encabezó la rebelión de los sepoys y consumó una matanza de ingleses en Känpur».
Por su parte, el revisionismo histórico argentino tradicional, rescata la figura de Rivero poniendo el acento en los supuestos móviles patrióticos de la rebelión gaucha contra la autoridad británica. Rivero es descrito como un héroe patriótico a partir de la década de 1950, cuando se publicó una narración ficticia sobre la sublevación y los asesinatos. Esta tendencia encuentra su origen en la obra de Leguizamón Pondal y su panfleto de 1956, Toponimia Criolla en las Malvinas. Su versión imaginativa y poética de los acontecimientos, se basa en las fuentes históricas pero atribuye móviles. Es en este libro que aparece por primera vez la sugerencia que Rivero habría enarbolado la bandera argentina. Mario Tesler utiliza Pondal como su referencia única, acreditando a sus elaboraciones de las fuentes primarias, e identificando en las acciones de Rivero la expresión de una argentinidad inconsciente inherente al gaucho.
Finalmente, una nueva corriente revisionista de la historia argentina, sostenida por Felipe Pigna (1959-), José María Rosa (1906-1991), Fermín Chávez (1924-2006), Pablo Hernández, y Horacio Chitarroni, encuentra en este alzamiento una conjunción entre las luchas y reivindicaciones sociales y populares por un lado, con las nacionales y patrióticas por el otro.
En el imaginario colectivo argentino, Rivero es considerado como un «héroe popular».
El Museo Malvinas e Islas del Atlántico Sur, inaugurado en 2014 en Buenos Aires, le dedica un espacio importante a la figura del Gaucho Rivero y a su reivindicación histórica.

### Según las historiográficas británicas
Según los historiadores británicos, los gauchos son tratados peyorativamente de «gauchos» e «indios salvajes». Las actas y documentos escritos efectuados por la parte británica, consideran la rebelión de Rivero como el amotinamiento de unos delincuentes. En esas documentaciones no se sugiere que los criollos y charrúas intentasen mantener la soberanía argentina; se concentran en el hecho de que a los gauchos que habían quedado en Malvinas se los usaba como peones en duras tareas y se les pagaba solo con «vales» en el nombre de Vernet, que perdían su valor. Los historiadores británicos afirman que no hubo ningún deseo de reivindicación nacional de parte de los sublevados, debido a la falta de evidencia que sostendría esta tesis.